# Rudolf IV. od Valoisa
Rudolf IV. (francuski Raoul; 1025. — 1074.) bio je francuski plemić, poznat po utjecaju i bogatstvu. Bio je grof Valoisa, Bar-sur-Aubea, Vitryja, Montdidiera, Vexina, Amiensa i Tardenoisa te lord Corbiea, Dammartina, Meulana, Montforta, Péronnea, Soissonsa i Vermandoisa, kao i advocatus („zaštitnik”) Saint-Denisa, Jumiègesa, Saint-Wandrillea, Saint-Père-en-Valléea i Saint-Arnoula. Bio je najstariji sin grofa Rudolfa III. od Valoisa († 1037./1038.) i njegove supruge, Alise od Breteuila te je naslijedio oca na mjestu grofa Valoisa, a poznat je i kao Rudolf Veliki (u starijim izvorima).
Prva žena Rudolfa IV. bila je njegova sestrična, Adela od Bar-sur-Aubea (Adelajda; latinski Adelhais). Ovo su njihova djeca:
- Gautier od Bar-sur-Aubea
- Šimun od Crépyja
- Elizabeta
- Adela, supruga Herberta IV. od Vermandoisa i Teobalda III. od Bloisa

Nakon Adeline smrti, Rudolf je oženio ženu čiji je nadimak bio Haquenez, a kojoj je pravo ime vjerojatno bilo Eleonora. Ipak, Rudolf ju je optužio za preljub te ju je otpustio, oženivši bivšu kraljicu Francuske, Anu Kijevsku, čiji je sin bio kralj Filip I. Haquenez se za pomoć obratila nadbiskupu Gervaziju od Château-du-Loira, koji je situaciju opisao papi Aleksandru II. u pismu. Haquenez je zatim otišla u Rim, kako bi se osobno posavjetovala s papom. Ona se žalila da joj je Rudolf ukrao imanja te je papa naredio Gervaziju da pokrene istragu; sam je Gervazije bio sudac u tom slučaju. Cilj je bio vratiti Rudolfovoj ženi imanja koja su joj pripadala te utvrditi da nije počinila preljub. Na kraju, Rudolf je bio izopćen iz Crkve, ali je zapravo dobio još više moći jer je oženio majku kralja Francuske. Tako je Rudolf postao očuh — i savjetnik — Filipa I.
Rudolf je pokopan u Crépyju.
|  | Portal Francuske – Pristup člancima s tematikom o Francuskoj. |